# Jan Ofiok
Jan Ofiok (19. února 1887, Tisovnice – 23. března 1963, Třinec) byl učitelem a činovníkem evangelické církve a polských kulturních organizací a družstevních záložen na Těšínsku.
V době meziválečné působil například v organizacích Związek Polskich Straży Pożarnych w Czechosłowacji, Związek Spółek Zarobkowych i Gospodarczych, Towarzystwo Oszczędności i Zaliczek, Macierz Szkolna w Czechosłowacji. Po druhé světové válce neúspěšně usiloval o obnovení Macierzy Szkolnej; následně se zapojil do činnosti PZKO. Roku 1948 vstoupil do Komunistické strany Československa.
Působil rovněž jako kurátor evangelického sboru v Třinci a po druhé světové válce se stal kurátorem Slezské církve evangelické augsburského vyznání.